# Liste der denkmalgeschützten Objekte in Völs (Tirol)
Die Liste der denkmalgeschützten Objekte in Völs enthält die 12 denkmalgeschützten, unbeweglichen Objekte der Gemeinde Völs.

## Denkmäler
| Foto |                 | Denkmal                                                                                        | Standort                                                   | Beschreibung | Metadaten |
| ---- | --------------- | ---------------------------------------------------------------------------------------------- | ---------------------------------------------------------- | --- | --- |
| ja   | Datei hochladen | 7 Bildstöcke HERIS-ID: 106456 Objekt-ID: 123623 TKK: 67886, 74367, 74376, …                    | Bauhof 8, in der Nähe Standort siehe Beschreibung KG: Völs | Der Kreuzweg auf den Blasiusberg besteht aus sieben gemauerten Kapellenbildstöcken (um 1800, die erste Stationskapelle wurde 1976 oberhalb des Weges neu errichtet), die jeweils einen geschwungenen Volutengiebel und eine durch Putzfaschenrahmung akzentuierte Rundbogenöffnung haben, davor Empiregitter und Holzbalustraden. Die Passionsszenen in den Nischen stammen ursprünglich von Hans Mader aus dem Jahre 1835. 2011 wurde die Nischenbilder durch Mosaike ersetzt. 1. Christus nimmt Abschied von seiner Mutter (Lage) 2. Händewaschung des Pilatus (Lage) 3. Geißelung (Lage) 4. Ecce homo (Lage) 5. Verurteilung Christi (Lage) 6. Ölberg (Lage) 7. Kreuzaufrichtung (Lage) | BDA-Hist.: Q37807786 Status: § 2a Stand der BDA-Liste: 2025-06-30 Name: 7 Bildstöcke GstNr.: 1442/1, 1444, 1445 Völs 7 Bildstöcke                                                |
| ja   | Datei hochladen | Wohnhaus, ehem. Widum HERIS-ID: 106453 Objekt-ID: 123620 TKK: 67885                            | Bauhof 8 Standort KG: Völs                                 | Nach der aus dem Jahre 1757 erhaltenen Baubewilligung als Mesnerhaus westlich der Wallfahrtskirche hl. Blasius errichtet. Das große zweigeschoßige Gebäude über annähernd quadratischem Grundriss ist mit einem Krüppelwalmdach gedeckt. An der Giebelfassade befindet sich ein polygonaler Obergeschoßerker und Wandbild Maria als Himmelskönigin aus dem letzten Viertel des 18. Jahrhunderts. Die Stuckdecken im Inneren stammen aus der Zeit nach 1785. | BDA-Hist.: Q37807773 Status: § 2a Stand der BDA-Liste: 2025-06-30 Name: Wohnhaus, ehem. Widum GstNr.: .71                                                                        |
| ja   | Datei hochladen | Wegkreuz HERIS-ID: 106459 Objekt-ID: 123626 TKK: 67887                                         | Bauhof 8, in der Nähe Standort KG: Völs                    | Das Wegkreuz vor der Wallfahrtskirche hl. Blasius stammt aus der ersten Hälfte des 18. Jahrhunderts. Der schlanke, wohl proportionierte Korpus im Dreinageltypus mit eng gebundenem und rechts geknotetem Lendentuch, Dornenkrone, dreiteiligem Strahlenkranz wurde von Andrä Reithmair geschaffen. Einzeiliger Titulus. Der Kreuzkasten wurde erneuert. | BDA-Hist.: Q37807798 Status: § 2a Stand der BDA-Liste: 2025-06-30 Name: Wegkreuz GstNr.: 729                                                                                     |
| ja   | Datei hochladen | Wallfahrtskirche hl. Blasius HERIS-ID: 56004 Objekt-ID: 64948 TKK: 67884                       | Bauhof 8, in der Nähe Standort KG: Völs                    | Die Wallfahrtskirche hl. Blasius (einem der Vierzehn Nothelfer) wurde 1286 erstmals urkundlich in einem Ablassbrief erwähnt, die ältere Kirche wurde 1733 erweitert bzw. neu gebaut. Der barocke Saalbau hat eine schlichte Außenerscheinung mit polygonalem Chorschluss, einen Sakristeianbau und einen Dachreiter. Die Westfassade ist durch ein korbbogiges Steinportal mit Vordach auf kannelierten Säulen gegliedert. Der tonnengewölbte Innenraum zeigt prachtvolle Stuckaturen aus der Erbauungszeit. Seit Jahrhunderten pilgern Gläubige auf den Blasienberg und bitten um die Fürsprache des Nothelfers und Schutzpatrons für alle Leiden in Mund und Hals (Brauch des Blasiussegens). Das sogenannte „Schwarze Kreuz“ von 1522 wird ebenfalls verehrt. | BDA-Hist.: Q38069404 Status: § 2a Stand der BDA-Liste: 2025-06-30 Name: Wallfahrtskirche hl. Blasius GstNr.: .70 Völs, Wallfahrtskirche Heiliger Blasius                         |
| ja   | Datei hochladen | Wegkreuz HERIS-ID: 106468 Objekt-ID: 123638 TKK: 67891                                         | Dorfstraße Standort KG: Völs                               | Das Wegkreuz stammt aus dem 17. Jahrhundert, der Kreuzkasten wurde erneuert. Leicht geschwungener Korpus im Dreinageltypus mit über eine Doppelkordel gewundenem Lendentuch, Dornenkrone, dreiteiligem Strahlenkranz und zweizeiligem Titulus. | BDA-Hist.: Q37807835 Status: § 2a Stand der BDA-Liste: 2025-06-30 Name: Wegkreuz GstNr.: .434                                                                                    |
| ja   | Datei hochladen | Kreuz HERIS-ID: 110237 Objekt-ID: 127917 TKK: 67892                                            | Dorfstraße Standort KG: Völs                               | Das Wegkreuz mit fast lebensgroßem Korpus in einem Kreuzkasten wurde 1827 von Johann Baptist Pendl geschnitzt. Das Kreuz war ursprünglich für die Schwarzkreuzkapelle geschaffen, 1976 restauriert und auf einem neuen Platz in der Dorfstraße aufgestellt worden. Der naturalistische Korpus im Viernageltypus hat gute Proportionen, einen zweizeiligen Titulus, Dornenkrone und dreiteiligen Strahlenkranz. Die Christusfigur wurde 2011 restauriert. | BDA-Hist.: Q37817777 Status: § 2a Stand der BDA-Liste: 2025-06-30 Name: Kreuz GstNr.: .55 Kreuz, Dorfstraße .55, Völs                                                            |
| ja   | Datei hochladen | Gemeindeamt HERIS-ID: 106450 Objekt-ID: 123617 TKK: 67898                                      | Dorfstraße 31 Standort KG: Völs                            | Das Gemeindeamt wurde als „Turm zu Vells“ im 12. Jahrhundert errichtet, Zubauten erfolgten im 13., 16., 17. und 18. Jahrhundert. Das dreigeschoßige ansitzartige Gebäude hat unter einem Walmdach im Obergeschoß einen polygonalen Eckerker. Im Inneren sind trotz der Umbauten 1984–1985 einige bemerkenswerte gotische Baudetails (Balkendecke, Gewölbe) erhalten geblieben. Seit der Markterhebung im Jahr 2000 ist hier auch das Museum Thurnfels untergebracht, es zeigt Exponate aus der Gemeindegeschichte. | BDA-Hist.: Q37807752 Status: § 2a Stand der BDA-Liste: 2025-06-30 Name: Gemeindeamt GstNr.: .26 Gemeindeamt Völs                                                                 |
| ja   | Datei hochladen | Alte Pfarrkirche hll. Jodok und Lucia mit Friedhof HERIS-ID: 56002 Objekt-ID: 64946 TKK: 67879 | neben Kirchgasse 2 Standort KG: Völs                       | Die um 1494 gebaute spätgotische, um 1785 barockisierte Saalkirche ist von einem Friedhof mit Umfassungsmauer umgeben. Seit dem Bau der neuen Pfarrkirche ist sie als Friedhofskapelle in Verwendung. Das schlichte Langhaus hat ein steiles Satteldach und einen dreiseitigen Chorschluss. Gotische Außengliederung durch Dreiecklisenen, Sockelgesims, Kaffgesims und gekehltes Dachgesims. Der Südturm ist im unteren Teil gotisch, das Glockengeschoß aus dem späten 18. Jahrhundert wird durch eine Zwiebel mit Laterne und Pyramidendach abgeschlossen. Die Westfassade wird durch einen Kompositgiebel, ein Kreisfenster und eine offene Vorhalle auf Holzsäulen mit Platzlgewölbe gegliedert. Das schöne abgefaste und rundbogig geschlossene Steinportal hat im Giebel ein Mosaik der beiden Kirchenpatrone hll. Jodok und Lucia. Das fünfjochige Langhaus und der einjochige Chor haben ein Stichkappengewölbe, Pilastergliederung und stuckierten Gurtbögen. Im Altarraum gibt es spätgotische Wandmalereifragmente vom Ende des 15. Jahrhunderts, die Deckenmalerei stammt von Raphael Thaler aus dem Jahr 1924.                                                                                                | BDA-Hist.: Q38069380 Status: § 2a Stand der BDA-Liste: 2025-06-30 Name: Alte Pfarrkirche hll. Jodok und Lucia mit Friedhof GstNr.: .1, .2, 87, 82/1, 83/1 Völs, alte Pfarrkirche |
| ja   | Datei hochladen | Kriegerdenkmal HERIS-ID: 106487 Objekt-ID: 123659 TKK: 67902                                   | gegenüber Kirchgasse 2 Standort KG: Völs                   | Das Kriegerdenkmal für die Gefallenen des Ersten Weltkriegs wurde um 1920 errichtet. Das Steinmonument steht auf einem getreppten Sockel mit vier kleinen lorbeergeschmückten Podesten. Auf dem Sockel steht ein sich verjüngender, durch Gesimse gegliederter Pfeiler mit bekrönendem Kreuz, Lorbeerkränzen, Adler, Inschriftenkartusche und Soldatenhelm. An der Rückseite befindet sich eine Inschriftentafel für die Gefallenen des Ersten Weltkrieges, darunter eine später angebrachte Tafel mit den Namen der Gefallenen des Zweiten Weltkrieges. | BDA-Hist.: Q37807869 Status: § 2a Stand der BDA-Liste: 2025-06-30 Name: Kriegerdenkmal GstNr.: 1409                                                                              |
| ja   | Datei hochladen | Pestfriedhof mit Kreuzgruppe HERIS-ID: 106461 Objekt-ID: 123629 TKK: 67888                     | bei Kranebitterstraße 4a Standort KG: Völs                 | Der ehemalige Pestfriedhof ist heute ein kleines Stück Wiese nördlich des alten Dorfkerns. Darin steht ein bemalter Holzkasten mit qualitätsvoller Kreuzgruppe aus dem zweiten Drittel des 17. Jahrhunderts. Sie erinnert an das Jahr 1637, als Völs durch die Pest fast völlig entvölkert wurde. Die Assistenzfiguren in den späten 1980er Jahren gestohlen und dann von Josef Zeisler ergänzt. Der Korpus im Dreinageltypus ist leicht geschwungen, mit dreiteiligem Strahlenkranz und über eine Doppelkordel gewundenem, rechts geknotetem Lendentuch. Im Holzkasten befinden sich die Reste einer Jerusalemdarstellung, unter dem Holzkasten eine Inschriftentafel (wohl erst nach 1637 entstanden): Ihr Christen Menschen all, die Ihr noch am Leben seit nehmt Euch doch wohl in acht, was dieser Plaz bedeut'. Hier ruhen Eure Väter, von dieser ganzen Gmeind' Die von grausamer Pest dahin gerissen sein. Hier beten wir für sie, auf daß sie für uns bitten der liebe Gott wolle uns, von solcher Straf behüten Ruft zum Gekreuzigten, reumütig um verzeihen der jeden Büßer will, noch seine Gnad verleihen Auch ist dies Kruzifix vom Alten, die von den Fieberkrankheiten die Gesunden da erhalten. Anno 1625. | BDA-Hist.: Q37807808 Status: § 2a Stand der BDA-Liste: 2025-06-30 Name: Pestfriedhof mit Kreuzgruppe GstNr.: 869 Kreuzgruppe Pestfriedhof Völs Tirol                             |
| ja   | Datei hochladen | Kath. Pfarrkirche Zu Ehren Jesu Christi in Emmaus HERIS-ID: 56003 Objekt-ID: 64947 TKK: 67882  | neben Pfarrgasse 6 Standort KG: Völs                       | Die Kirche wurde 1965–1967 von Josef Lackner über quadratischem Grundriss in verputztem Mantelbeton und Holz errichtet. Das Gebäude ist durch schräg gestellte Flächen in den verschiedensten Ebenen gegliedert und hat einen kronenartigen Abschluss durch spitz nach oben gezogene Ecken und ein nach innen hängendes Dach. | BDA-Hist.: Q38069391 Status: § 2a Stand der BDA-Liste: 2025-06-30 Name: Kath. Pfarrkirche Zu Ehren Jesu Christi in Emmaus GstNr.: 81/6 Emmaus Church (Völs, Tirol)               |
| ja   | Datei hochladen | Schwarzkreuz-Kapelle HERIS-ID: 106472 Objekt-ID: 123643 TKK: 67895                             | Standort KG: Völs                                          | Der ursprünglich barocke Zentralbau, die sogenannte Kapelle zum „Schwarzen Kreuz“, wurde 1786 abgebrochen und zu Beginn des 19. Jahrhunderts (vor 1827) durch einen offenen Kapellenbildstock mit Satteldach, Rundbogennische und Pilastergliederung ersetzt. 2009 erfolgte eine umfassende bauliche Sanierung und Neufärbelung durch die Völser Schützen. Anstelle des bis 1976 in der Kapelle befindlichen, heute im Dorf aufgestellten Kruzifixes aus dem Jahre 1827, wurde ein bemaltes Holzkreuz in der Kapelle angebracht. | BDA-Hist.: Q37807854 Status: § 2a Stand der BDA-Liste: 2025-06-30 Name: Schwarzkreuz-Kapelle GstNr.: 1422/3 Völs, Schwarzkreuz Kapelle                                           |